# Asian Indoor & Martial Arts Games
Die Asian Indoor & Martial Arts Games (AIMAG) ist eine Multisportveranstaltung die 2013 zum ersten Mal stattfand. Sie verschmolz aus den vorherigen Asian Indoor Games und den Asian Martial Arts Games. Sie ist immer noch Teil der „Asian Indoor Games“.

## Austragungen
| Jahr | Nr. | Gastgeber | 1. Platz (Gold)          | 2. Platz (Gold)          | 3. Platz (Gold) |
| ---- | --- | --------- | ------------------------ | ------------------------ | --------------- |
| 2005 | I   | Bangkok   | Volksrepublik China (24) | Kasachstan (23)          | Thailand (20)   |
| 2007 | II  | Macau     | Volksrepublik China (52) | Thailand (19)            | Hongkong (15)   |
| 2009 | III | Hanoi     | Volksrepublik China (48) | Vietnam (42)             | Kasachstan (21) |
| 2009 | I   | Bangkok   | Thailand (21)            | Kasachstan (15)          | Südkorea (10)   |
| 2011 | IV  | Doha      | abgesagt                 | abgesagt                 | abgesagt        |
| 2013 | IV  | Incheon   | Volksrepublik China (29) | Südkorea (21)            | Vietnam (8)     |
| 2017 | V   | Aşgabat   | Turkmenistan (89)        | Volksrepublik China (42) | Iran (36)       |